# 八田橋 (富山県)
八田橋（はったばし）は、富山県富山市の神通川水系いたち川に架かる富山市道綾田北代線および富山地方鉄道富山港線の橋である。
橋名は神通八景の一つを詠んだ歌「釣する人の打つれて一本の松の嵐に晴行程、八田の晴嵐」に由来する。

## 橋データ
- 左岸：富山県富山市牛島新町[3]
- 右岸：富山県富山市永楽町[3]
- 路線名：富山市道綾田北代線[1]・富山地方鉄道富山港線
- 形式：ポータルラーメン型プレビーム合成桁橋（車道）[4]
- 橋長：36.042m[4]
- 支間長：33.971 m[4]

## 沿革
- 1955年（昭和30年）3月 - 車道部分（橋長26.9m、幅員約19.5m[4]）が架橋[3]。
- 1965年（昭和40年）3月 - 歩道部分（橋長26.9m、幅員約3m[4]）が架橋[3]。
- 2006年（平成18年）3月 - 富山ライトレール富山港線（現・富山地方鉄道富山港線）を通すため、車道中央部を軌道線の橋として架け替え[5]。
- 2013年（平成25年）6月上旬 - 土木学会の「構造物の長寿命化技術に関する検討小委員会」に所属する橋の専門家9人による調査により、橋桁の中央部につなぎ目にひびが入っていることが判明（点検時に参考にした橋の図面につなぎ目の記載が無く、見落としを招いたとしている）[6]。
- 2015年（平成27年） - 架け替え工事に着手[1]。最初に車道を下流側に移し、上流側の架け替えを実施[7]。
- 2018年（平成30年）5月11日深夜 - 12日未明 - 下流側を通行する車線を上流側に切り替える[7]。
- 2020年（令和2年）
  - 2月29日 - 同日23時に通行制限解除[1]。
  - 3月16日 - 架け替え事業完了。総工費は約12億円[1]。

## その他
当橋（上流側）の架け替え工事に携わった日本海建興は、2019年（令和元年）11月19日に富山土木センター管内優良土木工事コンクールで当工事にて最優秀賞を受賞している。
橋のそばにガラスの地蔵が2020年（令和2年）3月17日に設置され、同年3月22日に除幕された。